# 耶律燕哥 (官员)
耶律燕哥（11世纪?—1095年），字善宁，辽国官员。契丹人。季父房后代。四世祖耶律铎稳是辽太祖异母弟。父亲耶律豁里斯，官至太师。

## 经历
燕哥狡佞、聪敏。清宁年间（1055年－1064年），担任左护卫太保。太康（1075年-1084年）初年，转任北面林牙。早年耶律乙辛自中京留守回归担任枢密使，以耶律燕哥为耳目，凡所见所闻必告诉他。耶律乙辛喜爱而推荐耶律燕哥，辽道宗也认为他贤明，拜其为左夷离毕。皇太子耶律濬被诬陷时，辽道宗派遣耶律燕哥审讯，太子告诉燕哥 ：“帝惟我一子，今为储嗣，复何求，敢为此事！公与我为昆弟行，当念无辜，达意于帝。”乞求很恳切。萧十三听说，对燕哥说：“宜以太子言，易为伏状。”耶律燕哥同意，尽像所教导的以奏皇上。后太子被逐，耶律乙辛杀害忠良，多燕哥之谋，为契丹行宫都部署。太康五年（1079年）夏，拜南府宰相，迁惕隐。大安三年（1087年），为西京留守，后退休。寿隆初年，病故。

## 传記資料
- 《辽史》卷110 列传第40 姦臣上